# Vasiliki Alexandri
Vasiliki-Pagona Alexandri (* 15. September 1997 in Marousi, Griechenland) ist eine österreichische Synchronschwimmerin. Einen großen Erfolg feierte sie 2023 mit den Vizeweltmeistertiteln im Solo des technischen bzw. freien Programms. 2024 wurde sie Doppeleuropameisterin im technischen und freien Programm.

## Leben
Vasiliki-Pagona Alexandri begann im Alter von drei Jahren mit dem Synchronschwimmen. 2012 zog sie aufgrund fehlender sportlicher Perspektive in Griechenland nach Österreich und erhielt am 3. Juni 2014 die österreichische Staatsbürgerschaft. Seitdem sie in Österreich ist, trainiert sie im Verein Schwimm-Union Wien mit Albena Mladenowa als Trainerin. Sie lebt in Maria Enzersdorf, Niederösterreich und trainiert ebenda im Leistungszentrum Südstadt.

## Privates
Ihre beiden Drillingsschwestern Eirini-Marina und Anna-Maria sind ebenfalls als Synchronschwimmerinnen aktiv.

## Erfolge
2017 nahm sie erstmals an Weltmeisterschaften teil und erreichte dort auf Anhieb zwei achte Plätze. Diesen Erfolg konnte sie zwei Jahre später wiederholen. 2022 konnte Vasiliki Alexandri erstmals Medaillen bei einer Europameisterschaft gewinnen. In Rom erreichte sie sowohl im technischen als auch im freien Programm den dritten Platz.
Am 11. Juni 2024 gewann sie bei den Europameisterschaften in Belgrad im technischen Programm die Goldmedaille. Zwei Tage später wurde sie auch Europameisterin im freien Programm.